# Metoklopramid
A metoklopramid hányáscsillapító gyógyszer. Centrális támadáspontú dopamin antagonista. Ezen kívül perifériás kolinerg hatása is van. Két fő hatás különböztethető meg: antiemetikus (hányáscsillapító) hatás, valamint a gyomorkiürülést és a vékonybélpasszázst gyorsító hatás.

## Hatása
Az antiemetikus hatását az agytörzsben (a hányásközpont kemoreceptor trigger zónájában) centrális támadásponton keresztül, feltehetően a dopaminerg neuronok ingerküszöbének emelésével fejti ki.
A megnövekedett motilitás részben szintén a központi centrumok irányítása alatt áll, ugyanakkor a perifériás hatásmechanizmus a posztganglionáris kolinerg receptorok aktiválásán keresztül és valószínűleg a gyomor és bél dopaminerg receptorainak gátlásán keresztül játszik szerepet.
A nemkívánatos hatás főként extrapiramidális tüneteket foglal magába (akaratlan spasztikus mozgás), amit a dopamin receptor blokkoló hatás idéz elő.
Hosszan tartó alkalmazás esetén a prolaktin szekréció gátlásának hiányában a prolaktin szérumkoncentrációja megnövekedhet. Nőknél galactorrhoeát és menstruációs zavarokat, férfiaknál gynaecomastiát írtak le. A gyógyszer szedésének felfüggesztését követően ezek megszűnnek.

## Forrás
- Gyógyszerészi kémia. Szerkesztette: Fülöp Ferenc, Noszál Béla, Szász György, Takácsné Novák Krisztina. Budapest: Semmelweis Kiadó. 2010.   470–473. o. ISBN 978 963 9879 56 0

## Fordítás
- Ez a szócikk részben vagy egészben  a   Metoclopramide című angol Wikipédia-szócikk fordításán alapul.  Az eredeti cikk szerkesztőit annak laptörténete sorolja fel. Ez a jelzés csupán a megfogalmazás eredetét és a szerzői jogokat jelzi, nem szolgál a cikkben szereplő információk forrásmegjelöléseként.